# Greti Kläy
Greti Kläy, geb. Schlapfer, gesch. Luginbühl, (* 3. März 1930 in Luzern; † 20. November 2015) war eine Schweizer Filmregisseurin, Kostümbildnerin und Kunstweberin.

## Leben
Kläy liess sich zur Damenschneiderin ausbilden und besuchte parallel dazu von 1947 bis 1949 die Gewerbeschule in Bern. Nach Ende der Ausbildung an der Gewerbeschule liess Kläy sich zur Handweberin ausbilden und widmete sich seit 1950 dem Handteppichweben. 
An der Gewerbeschule hatte Kläy ihren ersten Ehemann Bernhard Luginbühl kennengelernt. Die Heirat folgte 1950; der Ehe entstammen zwei Töchter. Luginbühl widmete Kläy seine Steinfigur Greti, nannte sie nach der Scheidung 1957 jedoch in Sitzende um. Im Jahr 1959 heiratete sie den Maler Fritz Kläy.
In der Filmbranche begann sie in den 1970er Jahren als Kostümbildnerin. Ihre einzige Regiearbeit wurde 1993 der Kinderfilm Anna annA mit Co-Regisseur Jürgen Brauer. Für den nach einem beliebten Schweizer Kinderbuch von Lukas Hartmann entstandenen Film arbeitete sie zudem am Drehbuch mit.

## Filmografie
- 1977: Kleine frieren auch im Sommer (Kostümbild)
- 1985: Symphonie (Serie, Kostümbild)
- 1986: Queen of Elastic (Neukonzipierung, Montage)
- 1989: Meine Freunde in der DDR (Script, Montage)
- 1989: Pestalozzis Berg (Kostümbild)
- 1991: Anna Göldin – Letzte Hexe (Kostümbild)
- 1992: Anna annA (Co-Regie, Drehbuch)
- 1998: Propellerblume (Kostümbild)
- 2001: Lieber Brad (TV, Kostümbild)
- 2003: Au sud des nuages – Fünf Walliser Bauern auf Abwegen (Kostümbild, Produktionsdesign)